# Mohamed Ali Akid
  Mohamed Ali Akid  (àrab: محمد علي عقيد)  (Sfax, 5 de juliol de 1949 - Riad, 12 d'abril de 1979) fou un futbolista tunisià de la dècada de 1970.
Fou internacional amb la selecció de Tunísia amb la qual participà en la Copa del Món de futbol de 1978.
Pel que fa a clubs, destacà a CS Sfaxien.
La versió oficial de la seva mort, als 29 anys, el 12 d'abril de 1979, és que va rebre l'impacte d'un llamp en una sessió d'entrenament amb el club saudita Al Nasr Riyadh. Les circumstàncies de la seva mort han generat una controvèrsia entre la seva família i les seves autoritats. De fet, la seva família ha sol·licitat una autòpsia per a determinar la causa de la seva mort. La autòpsia realitzada el 18 de juliol de 2012 va confirmar la presència de dos trets d'arma de foc en el seu cos, i el fill d'Akid va confirmar la implicació del príncep àrab Nayef bin Abdelaziz.